# James Colleton
James Colleton († um 1706 auf Barbados) war ein englischer Kolonialgouverneur der Province of Carolina.

## Leben
James Colleton war ein Sohn von Sir John Colleton (1606–1666), einem Mitgründer der Province of Carolina. Seine Lebensdaten sind nicht bekannt. Er lebte zunächst auf Barbados, wo er einige Ländereien seiner Familie bewirtschaftete. Im November 1686 wurde er als Nachfolger von Joseph Morton zum neuen Gouverneur der Province of Carolina berufen. Dieses Amt bekleidete er bis zum Jahr 1690. Eine seiner ersten Maßnahmen war die Rücknahme eines Plans zu einer Militäroffensive gegen das spanische Florida. Mit der Aktion wollte sein Vorgänger vermeintliche oder tatsächliche Piraten verfolgen. Die Aktion wurde aber von der Staatsregierung in London aus politischen Rücksichten nicht gebilligt. Das war auch ein Grund für die Abberufung von Joseph Morton gewesen. Die Bewohner der Kolonie allerdings waren mit dem Abbruch der Militäroffensive nicht zu frieden. Ein weiterer Streitpunkt zwischen Colleton und den Kolonisten war seine Absicht die sogenannte Fundamental Constitutions (Verfassung) aus dem Jahr 1669 beizubehalten. Die Kolonisten forderten deren Reform bzw. deren Abschaffung. Im weiteren Verlauf verstärkte sich der Widerstand gegen den Gouverneur, dem nun auch noch Begünstigung der Piraten vorgeworfen wurde. Schließlich versuchte der Gouverneur am kolonialen Parlament vorbei zu regieren. Dazu verhängte er das Kriegsrecht. Diese Maßnahme blieb aber erfolglos weil er in der Miliz keine Unterstützung fand. Am Ende wurde James Colleton seines Amtes enthoben und durch Seth Sotel ersetzt. Er wurde gleichzeitig aus der Kolonie ausgewiesen. Er starb um das Jahr 1706 auf Barbados.